# 沙佐 (阿尔代什省)
沙佐（法語：Chazeaux，法語發音：[ʃazo]）是法国阿尔代什省的一个市镇，属于拉让蒂耶尔区。

## 地理
沙佐（44°35'41"N, 4°18'23"E）面积4.62 平方千米，位于法国奥弗涅-罗讷-阿尔卑斯大区阿尔代什省，该省份为法国东南部内陆省份，北起顺时针与卢瓦尔省、伊泽尔省、德龙省、沃克吕兹省、加尔省、洛泽尔省和上盧瓦爾省接壤。
与沙佐接壤的市镇（或旧市镇、城区）包括：阿永、沙西耶、朗蒂耶尔、普吕内、罗谢。

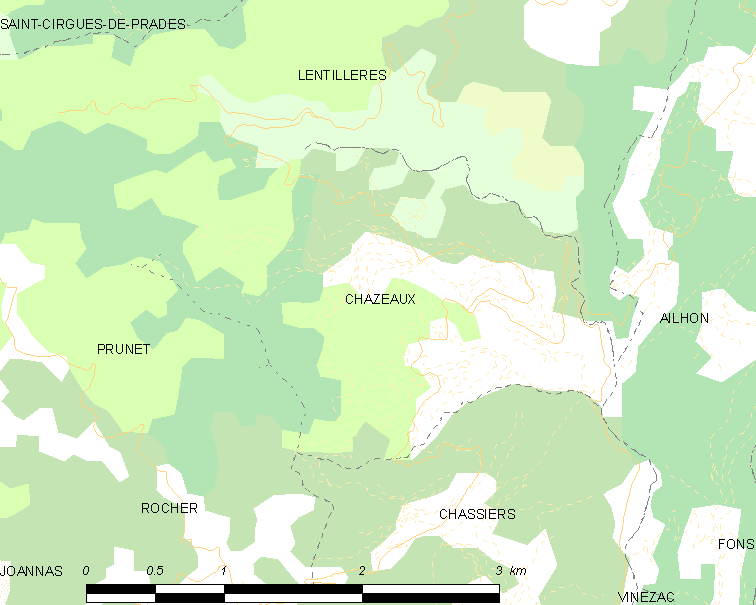
的OSM定位图

沙佐的时区为UTC+01:00、UTC+02:00（夏令时）。

## 行政
沙佐的邮政编码为07110，INSEE市镇编码为07062。

## 政治
沙佐所属的省级选区为瓦隆蓬达尔克县。

## 人口

1962-2008年间人口变化图示

沙佐于2022年1月1日时的人口数量为134人。